# WTA 250
WTA-250 ist eine Kategorie von Tennisturnieren der Women’s Tennis Association Tour, die im Rahmen einer Neuorganisation im Jahr 2021 eingeführt wurde. Früher wurden diese Veranstaltungen als WTA International Tournaments klassifiziert. Sie waren eine Kategorie der Turniere WTA-Tour-2009 bis 2020, die wiederum die vorherigen Kategorien Tier III und Tier IV ersetzten.

## Weltranglistenpunkte
Die den Gewinnern dieser Turniere zuerkannten Ranglistenpunkte betragen 250. (Im Vergleich dazu gibt es 2.000 Punkte für den Gewinn eines Grand-Slam-Turniers („Major“), bis zu 1.500 Punkte für den Gewinn der WTA Finals, 1.000 Punkte für den Gewinn eines WTA-1000-Turniers und 500 Punkte für den Gewinn eines WTA-500-Turniers). Abhängig von der erreichten Runde erhalten die Spielerinnen folgende Punkte für die WTA-Weltrangliste:
| Turnierkategorie      | S   | F   | HF | VF | AF | R32 | Q  | Q3 | Q2 | Q1 |
| --------------------- | --- | --- | -- | -- | -- | --- | -- | -- | -- | -- |
| WTA 250 (32E, 24/16Q) | 250 | 163 | 98 | 54 | 30 | 1   | 18 | –  | 12 | 1  |
| WTA 250 (16D)         | 250 | 163 | 98 | 54 | 1  | –   | –  | –  | –  | –  |

Erläuterungen:
- S=Sieg; F=Finale; HF= Halbfinale; VF=Viertelfinale; AF=Achtelfinale; R32=Runde der 32; Q=Qualifikationsrunden;
- 32E=32er Einzel-Teilnehmerfeld; 24Q/16Q= Anzahl der Qualifikantinnen; 16D=16er Doppel-Teilnehmerfeld

## Terminplan 2025 der WTA 250
Bei ihrer Einführung im Jahr 2021 betrug das Preisgeld der WTA 250-Turniere etwa 250.000 US-Dollar. Im Jahr 2024 ist dieses auf etwa 267.082 US-Dollar gestiegen. Folgende Turniere sind im Jahr 2025 vorgesehen:
| Nr. | Termin     | Turniername                              | Land                   | Stadt            | Preisgeld | Belag             | Siegerin/Siegerinnen                 | Finalistin/Finalistinnen              | Ergebnis           |
| --- | ---------- | ---------------------------------------- | ---------------------- | ---------------- | --------- | ----------------- | ------------------------------------ | ------------------------------------- | ------------------ |
| 1   | 30.12.2024 | ASB Classic                              | Neuseeland             | Auckland         | $ 275.094 | Hartplatz         | Coco Gauff                           | Elina Switolina                       | 64:7, 6:3, 6:3     |
| 1   | 30.12.2024 | ASB Classic                              | Neuseeland             | Auckland         | $ 275.094 | Hartplatz         | Marie Bouzková Bethanie Mattek-Sands | Anna Danilina Viktória Hrunčáková     | 3:6, 7:65, [8:10]  |
| 2   | 06.01.     | Hobart International                     | Australien             | Hobart           | $ 275.094 | Hartplatz         | McCartney Kessler                    | Elise Mertens                         | 6:4, 3:6, 6:0      |
| 2   | 06.01.     | Hobart International                     | Australien             | Hobart           | $ 275.094 | Hartplatz         | Jiang Xinyu Wu Fang-hsien            | Monica Niculescu Fanny Stollár        | 6:1, 7:66          |
| 3   | 27.01.     | Singapore Open                           | Singapur               | Singapur         | $ 275.094 | Hartplatz         | Elise Mertens                        | Ann Li                                | 6:1, 6:4           |
| 3   | 27.01.     | Singapore Open                           | Singapur               | Singapur         | $ 275.094 | Hartplatz         | Desirae Krawczyk Giuliana Olmos      | Wang Xinyu Zheng Saisai               | 7:5, 6:0           |
| 4   | 03.02.     | Transylvania Open                        | Rumänien               | Cluj-Napoca      | $ 275.094 | Hartplatz (Halle) | Anastassija Potapowa                 | Lucia Bronzetti                       | 4:6, 6:1, 6:2      |
| 4   | 03.02.     | Transylvania Open                        | Rumänien               | Cluj-Napoca      | $ 275.094 | Hartplatz (Halle) | Magali Kempen Anna Sisková           | Jaqueline Cristian Angelica Moratelli | 6:3, 6:1           |
| 5   | 24.02.     | WTA Austin                               | Vereinigte Staaten     | Austin           | $ 275.094 | Hartplatz         | Jessica Pegula                       | McCartney Kessler                     | 7:5, 6:2           |
| 5   | 24.02.     | WTA Austin                               | Vereinigte Staaten     | Austin           | $ 275.094 | Hartplatz         | Anna Blinkowa Yuan Yue               | McCartney Kessler Zhang Shuai         | 3:6, 6:1, [10:4]   |
| 6   | 31.03.     | WTA Bogotá                               | Kolumbien              | Bogotá           | $ 275.094 | Sandplatz         | C. Osorio                            | K. Kawa                               | 6:3, 6:3           |
| 6   | 31.03.     | WTA Bogotá                               | Kolumbien              | Bogotá           | $ 275.094 | Sandplatz         | C. Bucșa S. Sorribes Tormo           | I. Bara L. Pigossi                    | 5:7, 6:2, [10]:[5] |
| 7   | 14.04.     | WTA Rouen                                | Frankreich             | Rouen            | 267.082 $ | Sandplatz (Halle) | Elina Switolina                      | Olga Danilović                        | 6:4, 7:68          |
| 7   | 14.04.     | WTA Rouen                                | Frankreich             | Rouen            | 267.082 $ | Sandplatz (Halle) | Aleksandra Krunić Sabrina Santamaria | Irina Chromatschowa Linda Nosková     | 6:0, 6:4           |
| 8   | 18.05.     | Grand Prix SAR La Princesse Lalla Meryem | Marokko                | Rabat            | $         | Sandplatz         |                                      |                                       |                    |
| 9   | 09.06.     | Libema Open                              | Niederlande            | ’s-Hertogenbosch | $         | Rasenplatz        |                                      |                                       |                    |
| 10  | 16.06.     | Rothesay Nottingham Open                 | Vereinigtes Königreich | Nottingham       | $         | Rasenplatz        |                                      |                                       |                    |
| 11  | 23.06.     | Rothesay Eastbourne International        | Vereinigtes Königreich | Eastbourne       | $         | Rasenplatz        |                                      |                                       |                    |
| 12  | 14.07.     | Hungarian Grand Prix                     | Ungarn                 | Budapest         | $         | Sandplatz         |                                      |                                       |                    |
| 13  | 14.07.     | Hamburg European Open                    | Deutschland            | Hamburg          | $         | Sandplatz         |                                      |                                       |                    |
| 14  | 22.07.     | Livesport Prague Open                    | Tschechien             | Prag             | §         | Sandplatz         |                                      |                                       |                    |
| 15  | 18.08.     | Tennis in the Land                       | Vereinigte Staaten     | Cleveland        | $         | Hartplatz         |                                      |                                       |                    |
| 16  | 08.09.     | Jasmin Open Tunisia                      | Tunesien               | Monastir         | $         | Hartplatz         |                                      |                                       |                    |
| 17  | 13.10.     | Kinoshita Group Japan Open               | Japan                  | Osaka            | $         | Hartplatz         |                                      |                                       |                    |
| 18  | 20.10.     | Galaxy Holding Group Guangzhou Open      | Volksrepublik China    | Guangzhou        | $         | Hartplatz         |                                      |                                       |                    |
| 19  | 27.10.     | Hong Kong tennis Open                    | Hongkong               | Hongkong         | $         | Hartplatz         |                                      |                                       |                    |
| 20  | 27.10.     | Mérida Open Akron                        | Mexiko                 | Mérida           | $         | Hartplatz (Halle) |                                      |                                       |                    |
| 21  | 27.10.     | Jiangxi Open                             | Volksrepublik China    | Jiujiang         | $         | Hartplatz         |                                      |                                       |                    |